# Mhlontlo
Mhlontlo es un municipio de la provincia de Cabo Oriental en Sudáfrica, con una población estimada en marzo de 2016 de 186 860 habitantes.
Se encuentra al este de la provincia, al sur de la frontera con Lesoto y al norte de la costa del océano Índico. 